# Modlíkov
Modlíkov (německy Modlikau) je obec v okrese Havlíčkův Brod v Kraji Vysočina. Jde o malou obec kousek od Přibyslavi, žije zde 162 obyvatel.

## Název
Název obce je podle Profousova slovníku Místních jmen v Čechách odvozen od spojení „Modlíkův dvůr“. Jméno Modlík bylo ve středověku užíváno a lze je přeložit jako „prosebník“.

## Historie
Obec Modlíkov už ve středověku náležela k přibyslavskému panství a byla průjezdním sídlem na cestě mezi Polnou a dnešní Havlíčkovou Borovou. Její zakladatel si své obydlí vybudoval v krajině s poněkud rázným klimatem, těšil se však z širokého výhledu do kraje. Z návrší nad Modlíkovem, jež leží v nadmořské výšce 604 m n. m., lze za dobrého počasí přehlédnout panorama počínající na jihovýchodě rozhlednou u Nížkova a ze západní strany uzavřené dominantou horního Posázaví, zřícenou hradu Lipnice.
První písemná zmínka o obci Modlíkov pak pochází z druhé půle 14. století. Přibyslavský historik František Půža ve své kronice uvádí, že v Modlíkově se na cestě do Borové vybíralo clo. S vybraných clem souvisí právě i první písemná zmínka o Modlíkově. V nadační listině z roku 1366 stojí, že tehdejší držitel přibyslavského panství  Zdeněk z Ronova daroval desátky ze cla utrženého v Ronově, Modlíkově, Bohdalově a Přibyslavi přibyslavskému faráři Benediktovi a jeho dvěma vikářům za tím účelem, aby za ně odsloužili mše a jiné ceremonie.
O více než pět století později byla v obci postavena jednotřídní škola, která sloužila až do roku 1972.

## Současnost
Obec byla v minulosti plynofikována, nachází se zde dětské hřiště, víceúčelové hřiště pro mládež a dospělé, občané mohou také využít místní kompostárnu. Obec disponuje vlastní technikou na udržování místní zeleně a keřů. Vedení obce iniciovalo vybudování nové kanalizace a centrální čistírny odpadních vod. V této věci v obci také proběhlo v září 2017 referendum, v němž byla většina obyvatel pro.
V obci bylo už v roce 2006 vybudováno zastřešené jeviště, které odpovídá vyšším nárokům při organizování kulturních akcí. Na výstavbě se podílely všechny spolky a místní občané. Jeviště je stále využíváno na taneční zábavy.

## Obyvatelstvo
| Rok            | 1869 | 1880 | 1890 | 1900 | 1910 | 1921 | 1930 | 1950 | 1961 | 1970 | 1980 | 1991 | 2001 | 2011 | 2021 |
| -------------- | ---- | ---- | ---- | ---- | ---- | ---- | ---- | ---- | ---- | ---- | ---- | ---- | ---- | ---- | ---- |
| Počet obyvatel | 306  | 303  | 283  | 275  | 252  | 268  | 264  | 215  | 223  | 218  | 191  | 142  | 154  | 172  | 155  |
| Počet domů     | 36   | 37   | 37   | 38   | 38   | 43   | 50   | 54   | 48   | 50   | 47   | 52   | 52   | 57   | 56   |

## Obecní správa
Mezi lety 1869–1988 Modlíkov byl obcí v okrese Polná (1869), posléze v okrese Chotěboř (1880–1930), poté v okrese Žďár (1950) a později v okrese Havlíčkův Brod. Od 1. ledna 1989 do 23. listopadu 1990 patřil jako část města k Přibyslavi a od 24. listopadu 1990 je opět samostatnou obcí.

### Obecní symboly

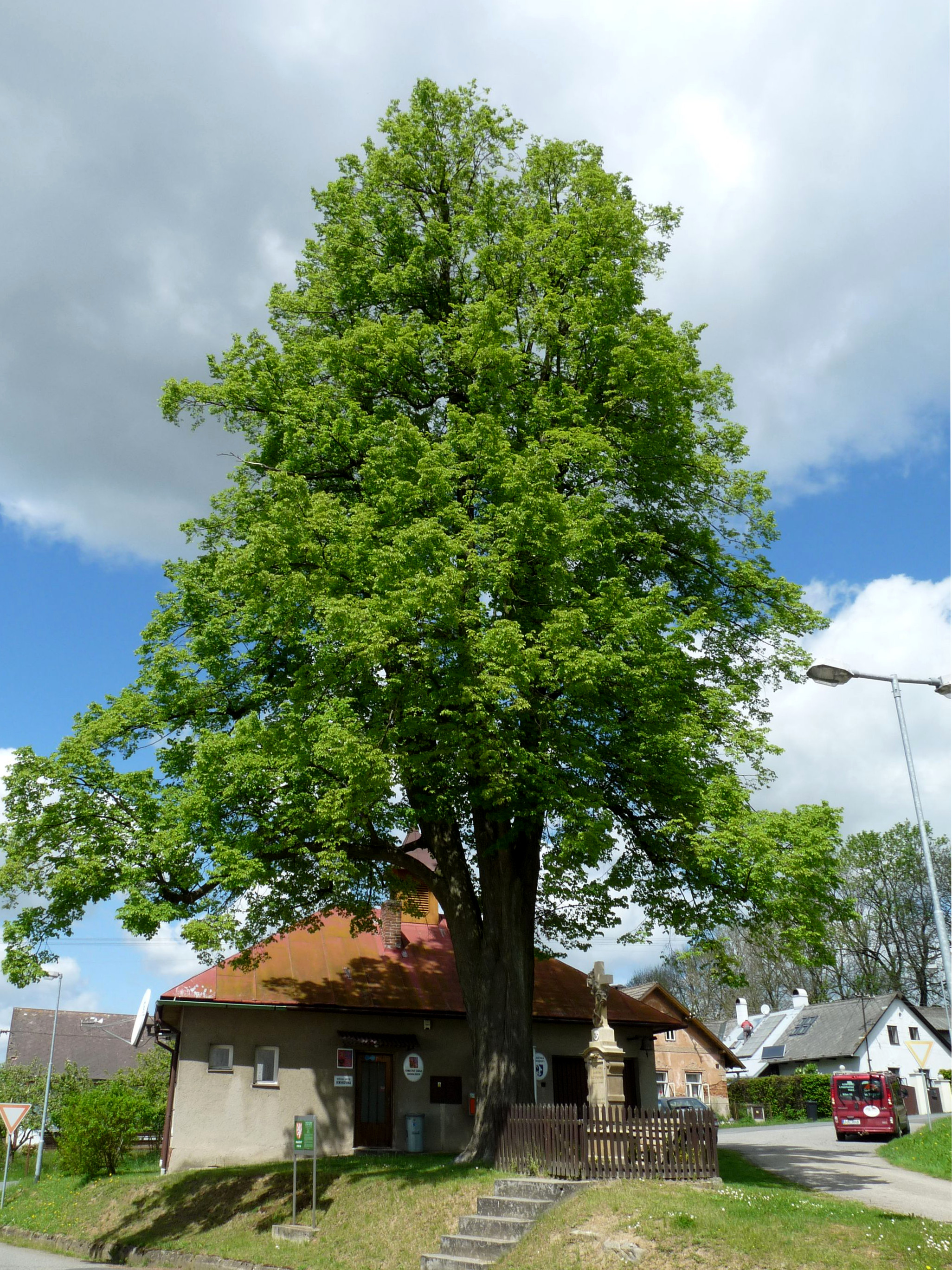
Památná lípa srdčitá

Znak a vlajka byly obci uděleny rozhodnutím předsedy Poslanecké sněmovny Parlamentu České republiky dne 17. února 2006. Návrh znaku vychází z historických reálií zanesených do místní kroniky a souvisejících s Jiřím Přibyslavským z Modlíkova. Ten působil za císaře Rudolfa II. jako císařský rychtář v Čáslavi. V jeho erbu, jenž byl přejat do obecního znaku Modlíkova, je půl stříbrné lilie v modrém poli, půl modré orlice ve stříbrném poli. Nad znakem je umístěna kolčí přilbice, nad ní buvolí rohy a uprostřed stříbrná lilie. Rohy jsou stříbrné a modré.

## Zajímavosti
Vesnice Modlíkov je charakteristická zejména soustavou rybníků a vodních ploch tvořících dominantu návsi. Samotná náves je typicky kruhovitá, její plocha je osazena četnými stromy. Důležitým stromem ve vsi je chráněná, více než 200 let stará lípa srdčitá, která stojí přímo před budovou obecního úřadu a hasičské zbrojnice.
K zajímavostem patří památník občanům padlým během světových válek 20. století. Nedaleko obce je trasována červená turistická stezka Karla Havlíčka Borovského, spojující Hlinsko s Havlíčkovým Brodem.

## Ocenění
Obec Modlíkov v roce 2010 obdržela ocenění v soutěži Vesnice Vysočiny, konkrétně získala ocenění modrá stuha, tj. ocenění za společenský život.

## Pamětihodnosti
- Památník padlým v první světové válce
- Hrob ruského vojína, jenž zahynul 13. května 1945 při manipulaci s granátem
- Kamenný kříž
- Památná lípa v Modlíkově

## Osobnosti
- František Servít (1848–1923), středoškolský profesor a překladatel z řečtiny[13]